# آنترو نیتیماکی
آنترو نیتیماکی (فنلاندی: Antero Niittymäki؛ زادهٔ ۱۸ ژوئن ۱۹۸۰) بازیکن هاکی روی یخ اهل فنلاند بود.
از باشگاه‌هایی که در آن بازی کرده‌است می‌توان به تمپا بی لایتنینگ و فیلادلفیا فلایرز اشاره کرد.